# Waubach
Waubach est un village situé dans la commune néerlandaise de Landgraaf, dans la province du Limbourg. Le 1er janvier 2007, le village comptait 3 070 habitants.
Jusqu'en 1982, Waubach faisait partie de la commune d'Ubach over Worms.